# الوادي (مصر)
قرية الوادي هي إحدى القرى التابعة لمركز الطور في محافظة جنوب سيناء في جمهورية مصر العربية. حسب إحصاءات سنة 2018، بلغ إجمالي السكان في الوادي 1,587 نسمة، منهم 864 رجل و 723 إمرأة.